# HTC Hero
HTC Hero是台灣宏達電公司繼Dream與Magic之後，所推出的第三部以Google Android為作業系統的智能手機（在中國大陸被暱稱為G3）。型號為HTC A-Series，是一部配有3.5mm耳筒、多點觸控技術及HTC Sense™介面。
該手機於2009年6月24在倫敦正式發表。是首款支援Adobe Flash.此款手機於2009年7月首先於歐洲市場推出，亞洲區於09年季。美國則會擁有自己的型號。在2009年11月，Dopod以A6288的名称在中国大陆销售HTC Hero。它同时也成为了中国大陆首两款Android手机之一（另外一款是Dopod A3288，即HTC Tattoo）。
HTC Hero於2010年MWC（Mobile World Congress，又稱世界移動通訊大會）期間獲頒「MWC 2009年度最佳手機大獎」（Best Mobile Handset or Device）。

## 技術規格
此等規格參照HTC網頁，但可能與正式發佈時有所不同。
- 螢幕尺寸：3.2英寸（81）
- 螢幕像素：320 x 480
- 鍵入模式：电容式触控屏，滚迹球
- 電池：1350 mAh
- 通話時間：420分钟（GSM），470分钟（WCDMA）
- 待機時間：440小时（GSM），750小时（WCDMA）
- 相機：五百万像素自动对焦摄像头
- GPS
- 電子指南針
- 處理器：Qualcomm MSM7200A 528MHz ARM11
- RAM: 288 MB
- ROM: 512 MB
- 外置記憶卡：microSD插槽（兼容SDHC）
- 作業系統：Android
- 網絡：Quad band GSM/GPRS/EDGE（GSM 850, GSM 900, GSM 1800, GSM 1900）
- 連線：Dual band UMTS/HSPA（UMTS 900, UMTS 2100）
- Wi-Fi（802.11b/g）
- WAPI（仅在中国大陆）
- 藍芽：蓝牙2.0 + EDR & A2DP
- Mini USB (HTC ExtUSB)
- 3.5 mm耳机接口，麦克风，喇叭
- 重力感应
- 手機尺寸：112mm（h）56.2mm（w）14.35mm（d）
- 重量：135g（連電池）